# Muschi (Ort)
Muschi (russisch Мужи, wiss. Transliteration Muži) ist ein größeres Dorf (selo) innerhalb des Autonomen Kreises der Jamal-Nenzen im nördlichen Westsibirien (Russland), rund 100 km südwestlich der Kreishauptstadt Salechard. Es hat 3609 Einwohner (Stand 14. Oktober 2010).

## Geschichte
Der Ort entstand um 1840 als kleiner Siedlungspunkt in der traditionell von heidnischen Chanten bevölkerten Gegend, gegründet von christlichen Siedlern aus südlicheren Gebieten des Russischen Reichs. Im gleichen Jahr wurde dort eine Holzkirche errichtet. Die Siedler hatten vor allem die Mission, die Ureinwohner zum Christentum zu bekehren. Der Ortsname wurde aus der Sprache der Chanten übernommen, wo er so viel wie „nie zum Stillstand kommendes Wasser“ bedeutet. Gegen Ende des 19. Jahrhunderts lebten im Ort rund 20 Nomaden aus dem Volk der Nenzen, die vornehmlich Rentierzucht betrieben.
Anfang des 20. Jahrhunderts galt Muschi als relativ prosperierender Ort, in dem vielfach Handel betrieben wurde. Die Waren wurden dabei über den Fluss Malaja Ob, an dem das Dorf liegt, verschifft. Die Gesamtbevölkerung betrug im Jahr 1909 465 Einwohner, bis 1925 stieg diese Zahl bereits auf über 1300.
1930 wurde Muschi zum Verwaltungszentrum des Rajons Schuryschkarski erhoben, der wiederum seit 1937 zum Autonomen Kreis der Jamal-Nenzen gehört.
Heute ist Muschi außerdem Zentrum der gleichnamigen Landgemeinde (Selskoje posselenije), zu der noch die Dörfer Anschigort, Chantymuschi, Iljagort und Nowy Kijewat gehören.

### Bevölkerungsentwicklung
| Jahr | Einwohner |
| ---- | --------- |
| 1939 | 1711      |
| 1959 | 2287      |
| 1970 | 2509      |
| 1979 | 2503      |
| 1989 | 2813      |
| 2002 | 3200      |
| 2010 | 3609      |

:Anmerkung: Volkszählungsdaten

## Wirtschaft
Die wichtigsten Wirtschaftszweige im Ort sind Rentierzucht, Landwirtschaft, Fischerei und Jagd. Es gibt unter anderem eine Erwachsenen- und eine Kinderbibliothek, ein Heimatmuseum des Rajons, eine allgemeinbildende Mittelschule und eine Musikschule. Außerdem ist in Muschi der kleine lokale Fernsehsender TRV Muschi (ТРВ Мужи) ansässig, der für den gesamten Rajon sendet. Mit Kreiszentrum Salechard bestehen Verbindungen per Hubschrauber und in Sommermonaten auch auf dem Wasserwege.